# Drosophila fuscolineata
Drosophila fuscolineata är en tvåvingeart som beskrevs av Oswald Duda 1925. Drosophila fuscolineata ingår i släktet Drosophila och familjen daggflugor.
Artens utbredningsområde täcker Costa Rica och El Salvador.